# الشعانبة
الشعانبة وتنطق كذلك الشعامبة وهي قبيلة عربية كبيرة من بني سليم شمال الصحراء الجزائرية. يعيشون في متليلي الشعانبة، المنيعة، ورقلة، واد سوف وضواحي العرق الغربي الكبير خاصة في تيميمون وبني عباس في حين تقليديا كانوا بدو متخصصين في تربية الإبل، وقد استقر معظمهم في الواحات خلال القرن العشرين.

## بطونهم
تنقسم قبيلة الشعانبة إلى عدة فروع نذكر منها:
- الشعانبة المواضي: المنيعة، زلفانة، المنصورة، حاسي الفحل، سبسب ومتليلي
- الشعانبة برزقة: متليلي
- أولاد يحيى: بريان
- أولاد عبد القادر:
- أولاد سماعيل:
- أولاد بوسعيد: عين البيضاء زواويد بن منصور بن ميرورقلة
- موعدي:
- أولاد الشرفة: القرارة
- المغازي: القرارة
- بني مرزوق: متليلي
- أولاد عائشة:
- لعمش: متليلي-غرداية
- الرواجع